# Nubia Muñoz
Nubia Muñoz (* um 1940) ist eine kolumbianische Epidemiologin. Sie ist bekannt für ihre epidemiologischen Studien über den Zusammenhang von Humanen Papillomviren (HPV) und Gebärmutterhalskrebs.
Muñoz stammt aus bescheidenen Verhältnissen, der Vater war Farmarbeiter und starb an Diphtherie, als sie sechs Jahre alt war. Sie studierte Medizin an der Universidad del Valle in Cali, wobei sie fünf Jahre in Folge beste Studentin wurde und dafür die Studienkosten erstattet bekam, und wandte sich nach dem Abschluss 1964 der Pathologie zu, wo sie dessen Leiter Pelayo Correa beim Aufbau eines Krebsregisters half. Mit einem Stipendium der International Agency for Research on Cancer (IARC) studierte sie 1968/69 an der Johns Hopkins University, an der sie 1970 ihren Master-Abschluss in Public Health machte. Danach arbeitete sie im Hauptquartier der IARC in Lyon und am National Cancer Institute in Bethesda, wo sie über Herpesviren als mögliche Auslöser von Gebärmutterhalskrebs forschte. Mitte der 1980er Jahre erhielt sie ihre eigene Arbeitsgruppe am IARC und begann groß angelegte epidemiologische Studien in 30 Ländern, die den Zusammenhang von Gebärmutterhalskrebs mit der Infektion durch Warzenviren (HPV) zeigten. Sie identifizierte mit ihrem Team auch die Genotypen von HPV, die besonders karzinogen wirkten, so dass eine gezielte Impfstoffentwicklung möglich war. 1993 organisierte sie die erste internationale Konferenz zu Impfstoffen gegen HPV.
2001 ging sie beim IARC in den Ruhestand, ist aber noch im Catalan Institute of Oncology in Barcelona und am Nationalen Krebsforschungsinstitut in Bogotá (als Professor Emeritus) aktiv.
Für 2017 wurde Muñoz der BBVA Foundation Frontiers of Knowledge Award zugesprochen. 2009 erhielt sie den Canada Gairdner Global Health Award und im selben Jahr den Charles Rodolphe Brupbacher Preis für Krebsforschung (gemeinsam mit Sir Richard Peto). Sie erhielt 2008 den ersten Richard Doll Prize in Epidemiology. 2004 wurde sie in die Johns Hopkins Society of Scholars aufgenommen.